# غريغ كروه هارتمان
غريغ كروه هارتمان (بالإنجليزية: Greg Kroah-Hartman) هو مطور رئيسي لنواة لينكس. ومساهم بموقع LWN، وأحد مطوري أوبن سوزي.

## كتب
- Jonathan Corbet؛ Alessandro Rubini؛ Greg Kroah-Hartman (2005). Linux Device Drivers (ط. 3rd). Sebastopol, CA: O'Reilly. ISBN:0-596-00590-3.
- Kroah-Hartman، Greg (2006). Linux Kernel in a Nutshell (ط. 1st). Sebastopol, CA: O'Reilly. ISBN:978-0-596-10079-7.

## روابط خارجية
- مدونة غريغ كروه هارتمان
- صفحة لينكس غريغ كروه هارتمان
- قائمة المقالات التي كتبها غريغ كروه هارتمان في مجلة لينوكس
- قائمة المقالات التي كتبها غريغ كروه هارتمان في LWN
- مقال Greg Kroah-Hartman's HOWTO على تطوير نواة لينكس
- مشروع سائق لينكس نسخة محفوظة 29 مايو 2018 على موقع واي باك مشين.
- فيديو مع غريغ كروه هارتمان في معرض هانوفر الصناعي، ألمانيا، مايو 2008
- Greg Kroah-Hartman Linux Plumbers Keynote (فيديو)